# 秩 (群)
在數學的群論中，一個群G的秩rank(G)，是G的各個生成集合中最小的勢，也就是
{\displaystyle \operatorname {rank} (G)=\min\{|X|:X\subseteq G,\langle X\rangle =G\}.}
若G是有限生成群，則G的秩是非負整數。
群的秩這個群論概念，類似於向量空間的維數。事實上，如果P是p-群，那麼群P的秩，等於向量空間P/Φ(P)的維數，其中Φ(P)是P的弗拉蒂尼子群。

## 例子
- 對非平凡群G，rank(G)=1當且僅當G是循環群。
- 對自由阿貝爾群{\displaystyle \mathbb {Z} ^{n}}，有{\displaystyle {\rm {rank}}(\mathbb {Z} ^{n})=n}。
- 若G是有限非阿貝爾單群，則rank(G) = 2。這是從有限單群分類得出的結果。
- 若G是有限生成群，Φ(G) ≤ G是G的弗拉蒂尼子群（Φ(G)一定是G的正規子群，故此商群G/Φ(G)可定義），則rank(G) = rank(G/Φ(G))。[1]
- 若{\displaystyle G=\langle x_{1},\dots ,x_{n}|r=1\rangle }是單關係元群，r不是自由群F(x1,..., xn)的本原元，即r不在F(x1,..., xn)的某個自由基之內，則rank(G) = n。[2][3]